# Minus Zero
Minus Zero – piąty singel zespołu Lady Pank. Utwory pochodzące z tego singla promowały amerykańskie wydanie albumu Drop Everything. Kompozytorem utworów jest Jan Borysewicz, a teksty angielskie napisał Tom Wachtel, odbiegają one od tematyki polskich wersji napisanych przez Andrzeja Mogielnickiego. Singel, jak i cała płyta, został nagrany podczas pierwszego pobytu zespołu w marcu 1985 w Stanach Zjednoczonych.
W czasie tego samego pobytu do utworu „Minus Zero” został nakręcony teledysk w reż. Zbigniewa Rybczyńskiego. Główną rolę zagrała w nim Małgorzata Potocka. Był to pierwszy polski teledysk pokazywany w telewizji MTV.

## Skład zespołu
- Jan Borysewicz – gitara solowa
- Janusz Panasewicz – śpiew
- Paweł Mścisławski – bas
- Edmund Stasiak – gitara
- Jarosław Szlagowski – perkusja